# St. Katharina und Anna (Eglersried)

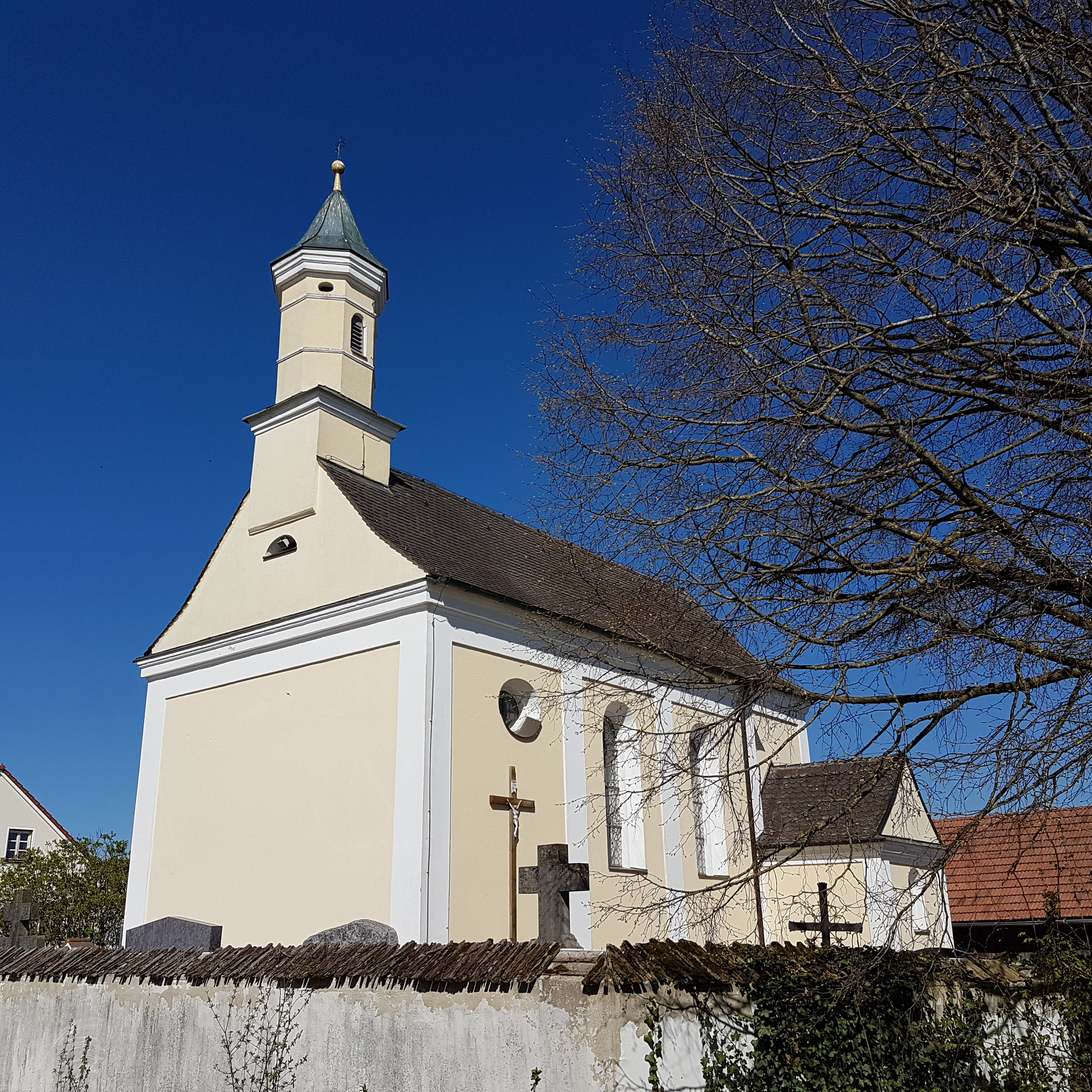
St. Katharina und Anna in Eglersried

Die römisch-katholische Filialkirche St. Katharina und Anna steht in Eglersried, einem Gemeindeteil von Markt Indersdorf im oberbayerischen Landkreis Dachau. Das Bauwerk ist in der Liste der Baudenkmäler in Markt Indersdorf als Baudenkmal unter der Nr. D-1-74-131-15 eingetragen. Die Kirche gehört zum Dekanat Dachau im Erzbistum München und Freising.

## Beschreibung
Die Saalkirche wurde 1690 anstelle eines Vorgängerbaus errichtet. Sie besteht aus einem Langhaus mit drei Jochen, einem eingezogenen, dreiseitig geschlossenen Chor im Osten, einer Sakristei an der Südwand des Chors und einem quadratischen Giebelreiter im Westen, dessen achteckiges Obergeschoss den Glockenstuhl mit zwei Kirchenglocken enthält.
Der Innenraum des Langhauses ist mit einem Kreuzgratgewölbe überspannt. 1703 wurde der von den Skulpturen der Katharina von Alexandrien und der Barbara von Nikomedien flankierte Hochaltar aufgestellt, dessen Altarretabel ursprünglich eine Statuette der Anna selbdritt enthielt, die durch eine Marienfigur ersetzt wurde.